# ميكا ياموتشي
ميكا ياموتشي (7 أكتوبر 1969 في اليابان - ) (بالكانا:やまうち みか) هي لاعبة كرة طائرة يابانية. شاركت في الألعاب الأولمبية الصيفية 1992 والألعاب الأولمبية الصيفية 1996.

## وصلات خارجية
- ميكا ياموتشي على موقع أوليمبيديا (الإنجليزية)